# 彰化孔子廟
24°04′44″N 120°32′36″E / 24.079013°N 120.543381°E
彰化孔子廟，又稱彰化孔廟，是位於臺灣彰化縣彰化市永福里的孔廟，雍正四年（1726年）由彰化縣知縣張縞倡建，建築為漳州風格，1983年被列為一級古蹟（國定古蹟）。

## 沿革

### 清治時期

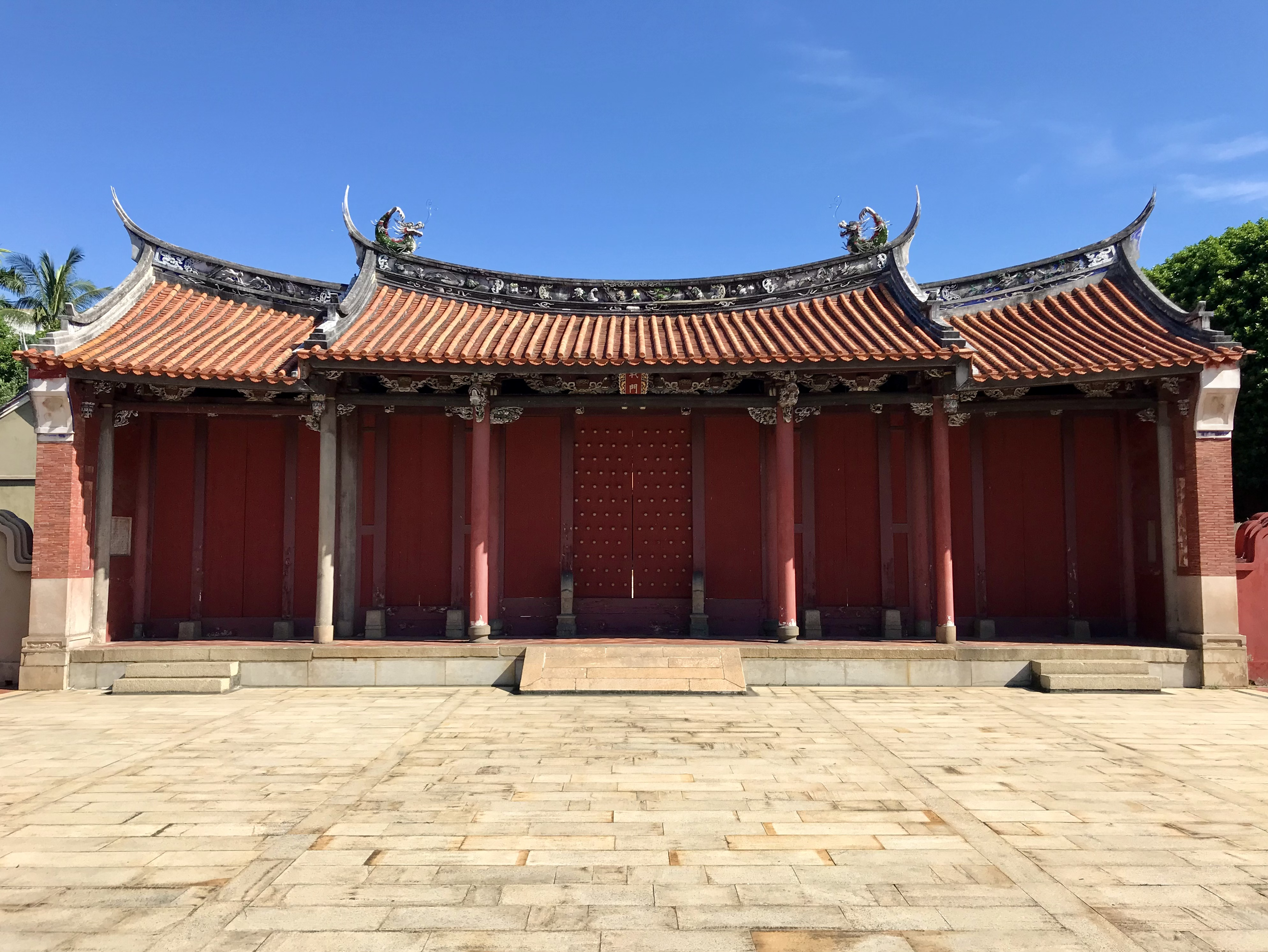
戟門

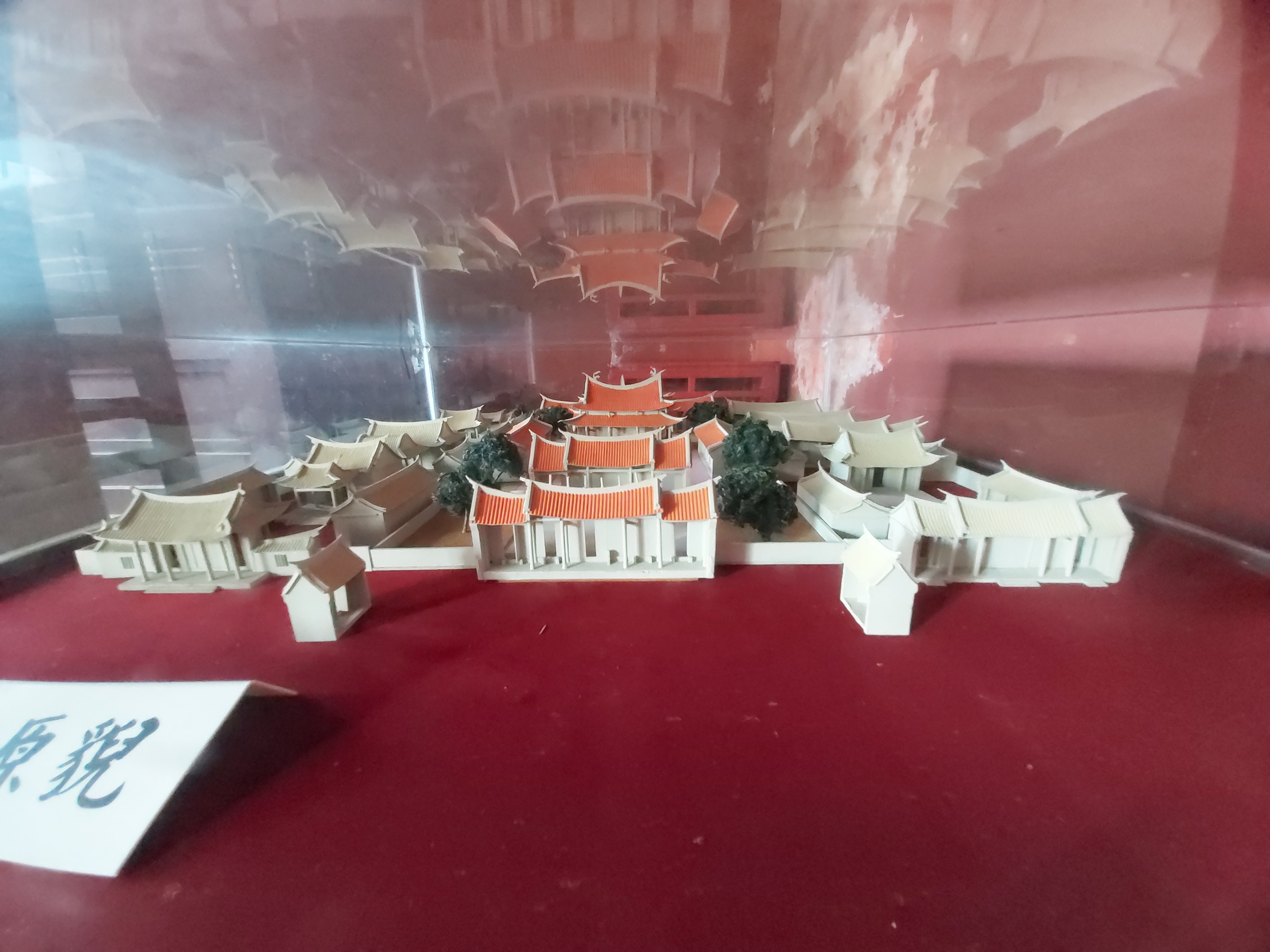
建築原貌模型

此孔子廟於由彰化縣知縣張縞於雍正四年（1726年）倡建。
乾隆年間士紳施士齡倡議重修，獲知縣程運青准許，但至知縣王鶚任內才於乾隆十八年（1753年）主持重修，卻資金不足僅重修櫺星門。乾隆二十三年（1758年）因風雨，明倫堂全毀，其它建築亦受損，次年（1759年）知縣張世珍再倡議重修，設泮池與照牆，並重修明倫堂。乾隆二十七年（1762年）知縣胡邦翰續修。乾隆五十一年（1786年），明倫堂與教諭署毀於戰火。
嘉慶二年（1797年）歲貢生鄭士模重修，明倫堂與學署卻未重建。嘉慶十六年（1811年）彰化知縣楊桂森，再度倡議重修，改至孔廟左側復建明倫堂，並置有禮樂器，招佾生，於春秋二季舉行祭典。嘉慶十七年（1812年）職員王松修泮池。嘉慶二十一年（1816年）知縣吳性誠在明倫堂舊址興建文昌祠，並重修白沙書院後重建教諭署。
道光四年（1824年）教諭蔡克於明倫堂左側立臥碑，又於明倫堂大門內側建有福德祠。道光十年（1830年）李廷璧倡議重修孔廟，並編修縣志，由扥克通阿募款一萬餘元。道光十一年（1831年）李廷璧回任知縣，在明倫堂後闢靜室、大成殿前使用龍柱，並於崇聖祠旁增設名宦祠、鄉賢祠、禮器庫、樂器庫。
同治元年（1862年）至三年間（1864年）戴潮春起事，彰化縣城被據兩年，當時以白沙書院為其軍機所在。光緒四年（1878年）至六年（1880年）知縣傅端銓捐其養廉銀重修，並得到士紳張春華等人捐資，於光緒六年（1880年）完成，事蹟記於傅瑞銓所撰的重修邑學碑。

### 日治時期
1890年代末，日人將鹿港國語傳習所遷移至彰化市區，以此廟為教育場所。1899年，臺中師範學校（今國立臺中教育大學）創建於此，以及孔廟兼任節孝祠管理人吳德功重置四神龕與諸儒牌位。1906年起，日人進行彰化市區改正，照牆、泮池、禮門、義路被拆，並填平泮池。1915年，原為國語傳習所的彰化公學校遷離孔廟。
日本政府曾數度想拆遷此廟，但屢遭地方人士反對而作罷。1933年，市民李程倡議重修戟門與大成門，經費二仟六佰八拾三元，其中李程捐資一仟元，總計募款一仟九佰六拾五元，另不足款由孔廟存款支應，由孔廟管理人李崇禮負責修護工程，事蹟載於重修戟門及櫺星門紀略碑。

### 戰後時期
廟址門牌門曾在孔門路4號、孔門路6號，屬大成里；後為孔門路30號，屬永福里。
政府接收廟方的土地和地上物，在白沙書院設立大成幼稚園、明倫堂改為彰化市南西北衛生所及員工宿舍。1949年初，政府准許攤販在此廟前營業。1952年，士紳吳上花請縣長陳錫卿向政府申請補助重修。縣長呂世明認為此廟在鬧區，土地值錢，可作為商業大樓，計畫拆除後再於八卦山頂重建以搭配八卦山風景區。1970年代左右，部分建築已塌，廟身被佔，廟外還有攤販叫賣。1971年報導，臺灣省政府同意彰化縣政府拆除此廟，將土地出售給民間興建商場。反對的文化界人士向臺灣省主席謝東閔反映後，得到內政部長林金生的支持，在蔣復璁實地考察之後，原本拆除計畫急轉直下，改為原地修復。1972年因遭連日豪雨暴風侵襲，受損嚴重，1976年發包興工，1978年8月22日竣工，總工程費新臺幣兩仟兩佰三拾三萬元。
廟身指定為一級古蹟後，地上物交給彰化縣政府管理，大部分土地歸國有財產局所有，直到2001年7月20日彰化縣政府完成土地分割手續，才獲得土地權。2003年大成殿梁柱發現有蛀蝕，於2004年9月祭孔大典後展開修復。

## 資產
漢寶德表示彰化孔廟在臺灣之地位僅次於臺南孔廟，並說修復彰化孔廟是他一生中最得意的事情之一、同時也是最愉快的生活中的一段。1983年4月29日，文建會古蹟評鑑小組會議上，爭議彰化孔廟是否已喪失古蹟定義，而建築學者卻力爭當初整修只抽換建材，未損及格局，最後通過列入一級古蹟名單之內。同年，12月28日經內政部第二O二四五二號公告，指定為一級古蹟。
1985年9月3日，郵政總局發行一套四張的古蹟郵票，有臺北府城北門、淡水紅毛城、鹿港龍山寺、彰化孔子廟。小人國主題樂園製作為二十五分之一比例的彰化孔子廟模型，配有六佾舞舞生、祭官、三牲和觀禮人群，於1986年3月27日由小人國董事長朱鍾宏率團送往荷蘭的海牙馬德羅丹展示，對方則報以阿姆斯特丹古城模型。

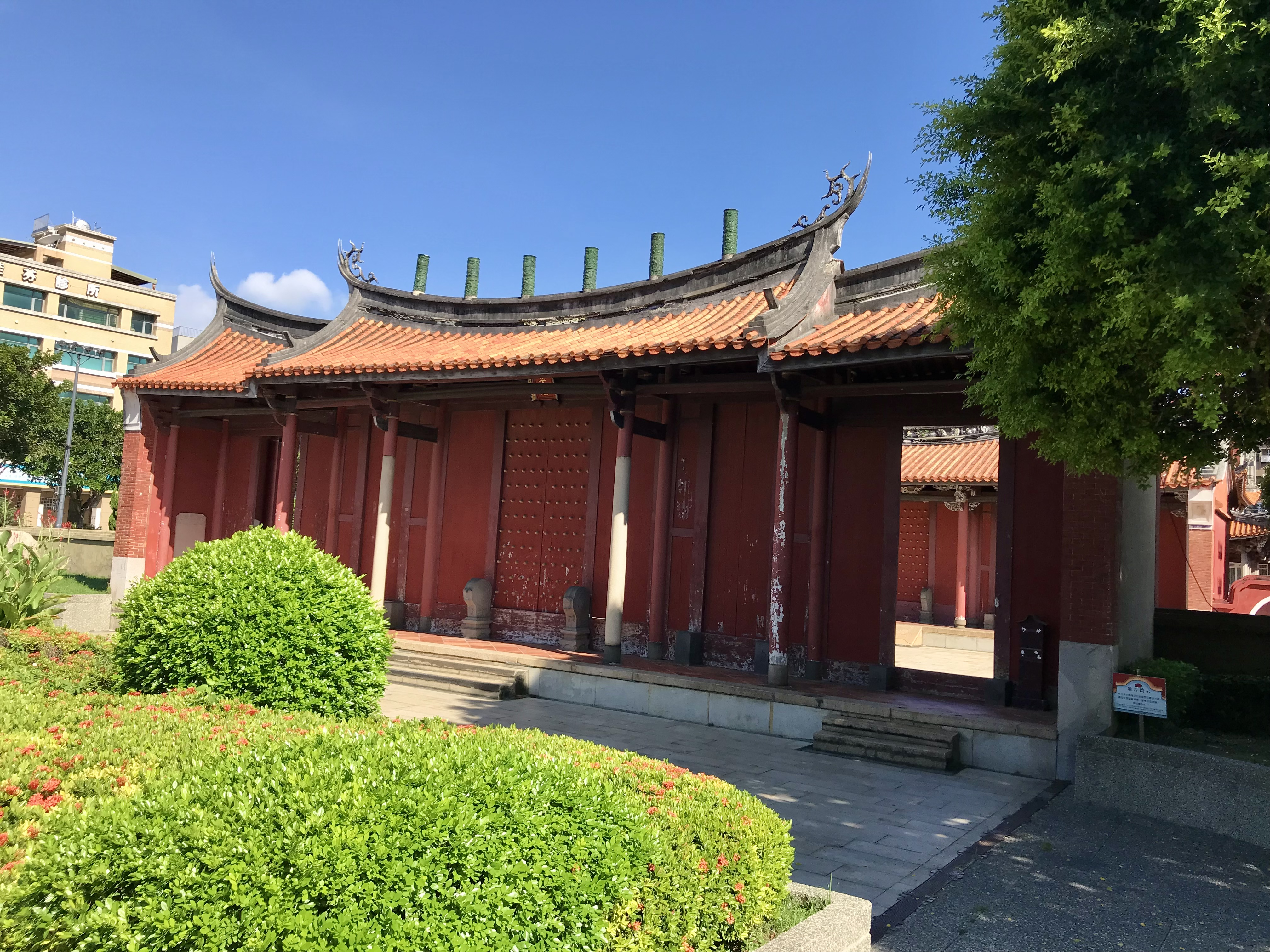
欞星門

此廟風格屬於漳州派，建物朝南。林衡道指出建築形式為縣學建制，沒有府學規定的四合院，因此東廡西廡皆獨立，和前面的欞星門、後面的崇聖祠都不連，這是彰化孔廟與府學的臺南孔廟在建築上最大的差別。
原先櫺星門前左右各有一棵榕樹對稱，但右側榕樹卻在2008年孔子誕辰當日被薔蜜颱風吹倒，影響廟景。道光年間周璽所纂的《彰化縣志》之〈聖廟圖〉，已顯示該門上有六根通天柱，有說法是代表六藝。
大成殿面寬五間，四面有走馬牆。舞台有九階，比起臺南孔廟三階較高。林衡道說清廷在建立彰化孔廟時，有意凌越明鄭建立的臺南孔廟，遂表現於規模上。殿內梁柱大部分是紅檜之類高級原木。屋頂為三重檐，屋脊兩端各有龍像遙望屋脊中央的小佛塔。殿前正中央的神桌，左前腳刻有「乾隆三十年十月置」，右前腳刻有「彰化諸紳士仝立」，以榫卯工藝拼接製成，並施以紅漆、案腳頂部有雲頭裝飾，案角飾以陰刻之回紋。
古蹟元清觀則離此孔廟約百公尺。

### 石碑

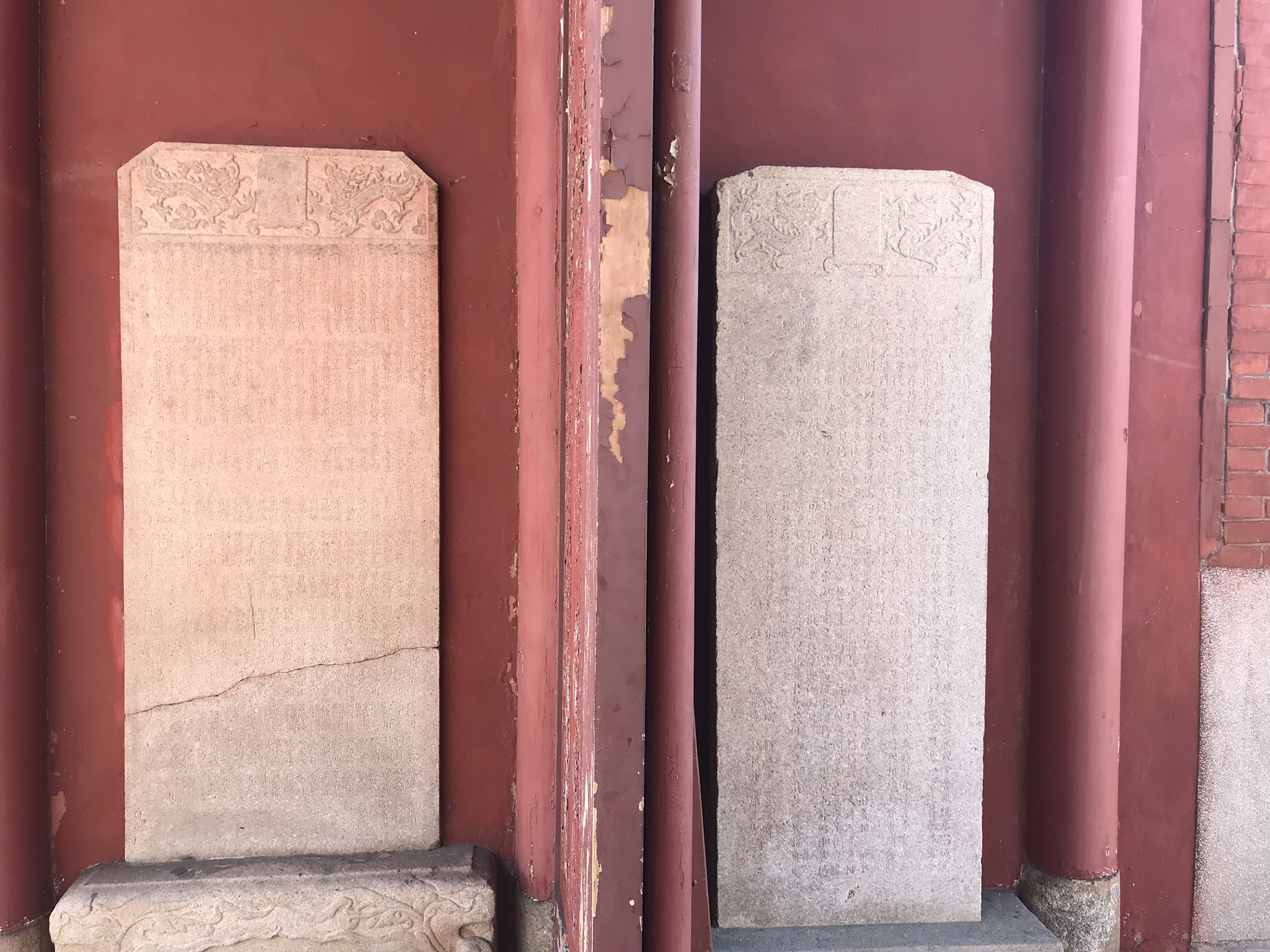
道光二十年重新彰化縣學碑、光緒六年重修邑學碑。

廟內石碑共存九座，清治七座、日治一座、戰後一座。位在櫺星門內側右壁的乾隆二十五年（1760年）的重修邑學碑記，為該廟年代最早的古碑，內容為知縣張世珍調任至此，呼籲眾人捐輸重修孔廟的事蹟。該門右側壁還有乾隆二十六年（1761年）萬仞宮牆碑、道光二十年（1840年）重修彰化學兼造縣誌題捐官紳業戶各芳名數目碑。櫺星門的左側，有雍正年間的下馬碑、道光二十年（1840年）重新彰化縣學碑、光緒六年（1880年）重修邑學碑。戟門右側則有道光五年（1825年）臥碑、1933年的重修戟門及櫺星門紀略碑，其中臥碑內容依順治九年（1652年）通令全國之臥碑所刻，一般該立於明倫堂左側，但可能因戰爭而被炸，故所擺放位置並非原址。戟門左側外壁的彰化孔廟重修記碑，1952年立，為該廟時代最晚的碑。

### 御匾

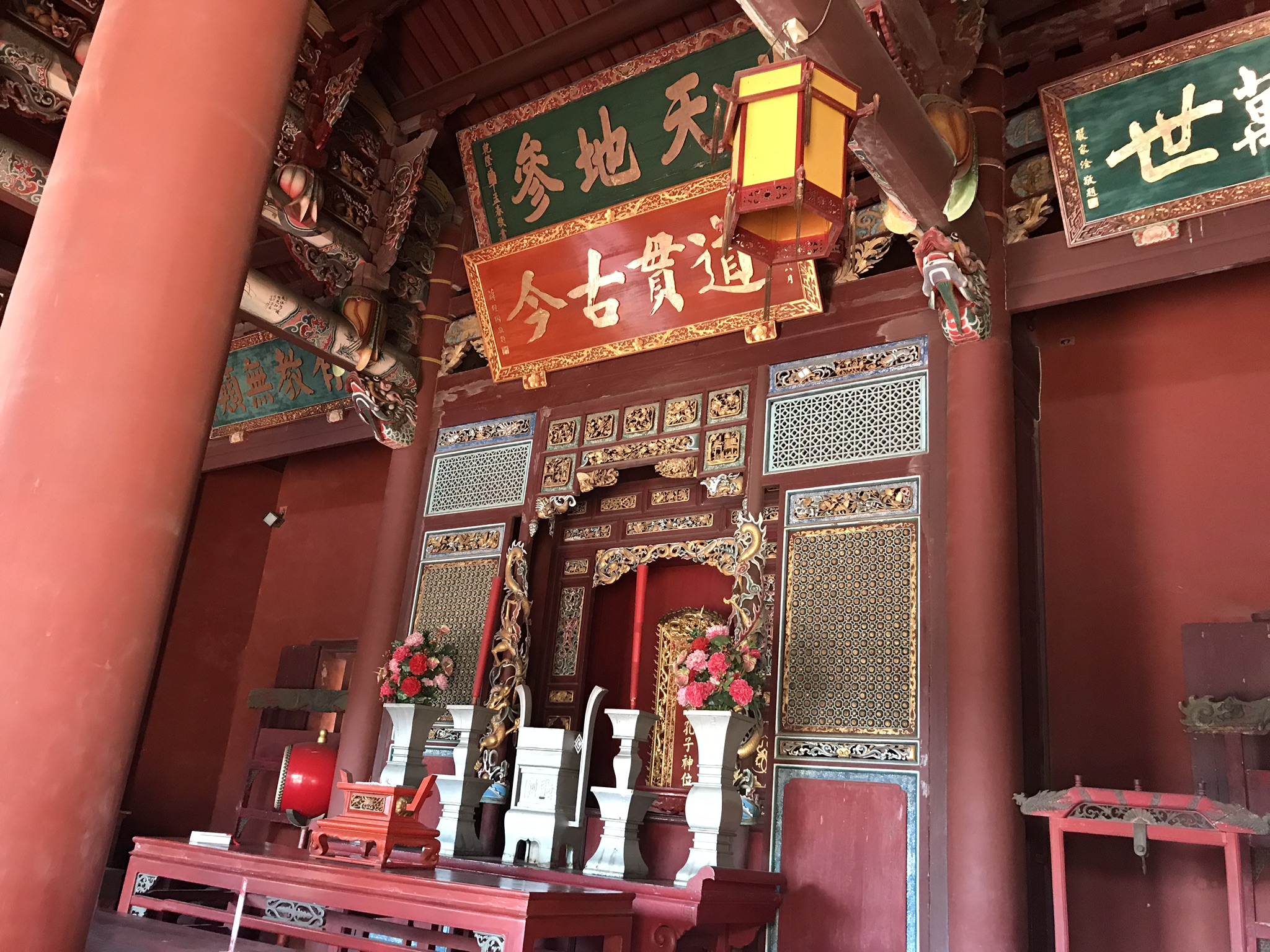
大成殿內匾額

大成殿有五面御匾。正門上方可見雍正四年（1726年）的「生民未有」匾；神龕上掛乾隆四年（1739年）「與天地參」匾；內樑上懸嘉慶三年（1798年）「聖集大成」匾、拜殿樑有咸豐元年（1851年）「德齊幬載」匾、與正門內樑放同治元年（1862年）「聖神天縱」匾。該些額面皆由五片至七片不等的長方形木板拼接製，為臺灣清治時代典型匾額工藝特徵，邊框皆作龍紋，額中上皆有「某帝御筆之寶」的璽印。在臺灣的孔子廟中，彰化孔子廟收藏的一套清朝皇帝御匾，僅次於臺南孔子廟，因少了康熙帝、道光帝、光緒帝三位皇帝的三面賜匾。

### 牌位

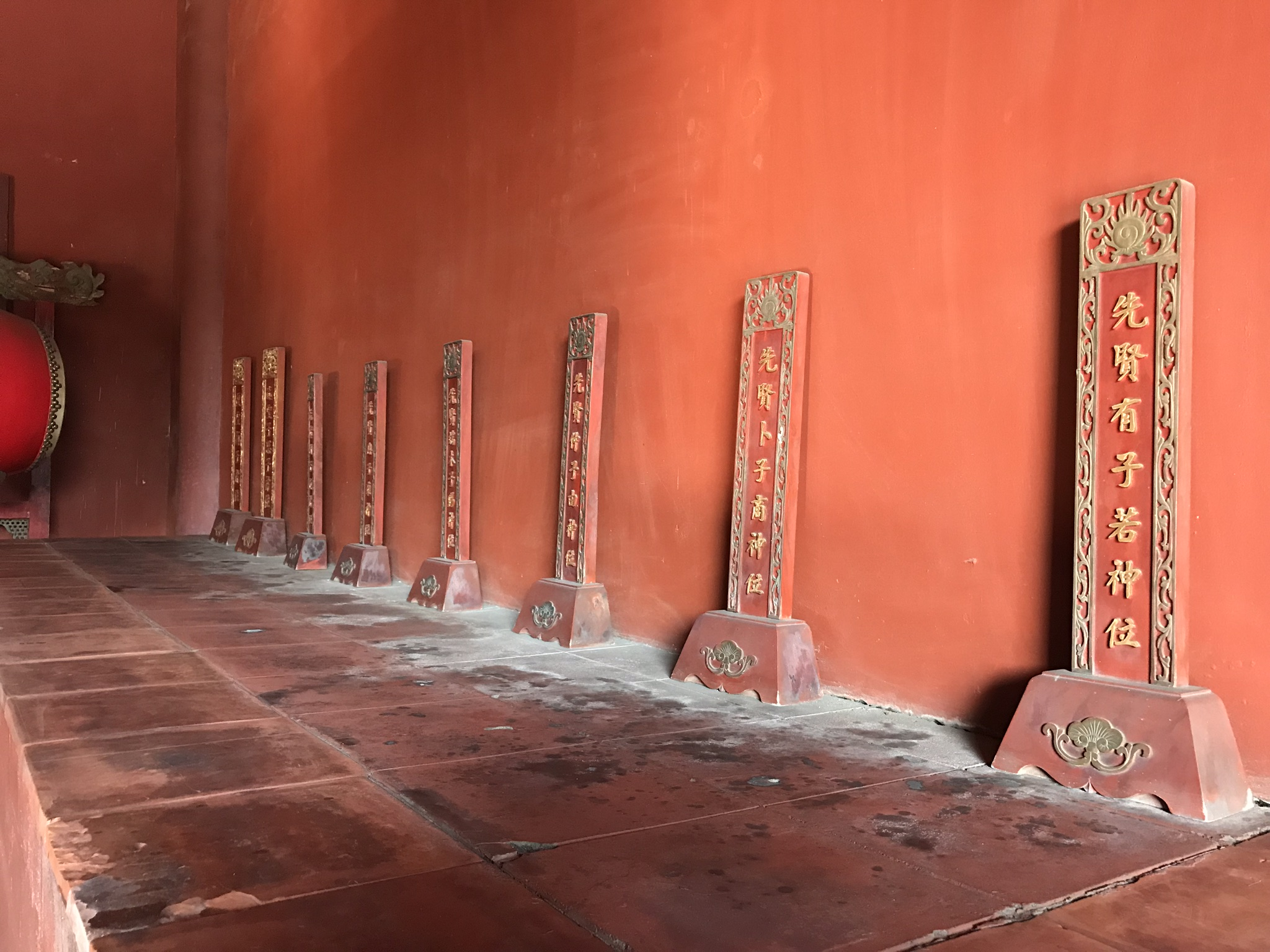
四配十二哲牌位

按道光《彰化縣志》記載，正殿設有至聖先師牌位、四配、十二哲，合計十八位；東廡六十五位；西廡六十四位；崇聖祠正殿五位，祀孔子五世祖先；東西配四位；東西從祀五位。總計上述牌位共一百六十一件。至1971年的調查，當時先賢先儒之姓名全部係合寫於二件木牌上。後來學者李建緯調查，發現已剩一百三十九件。

### 禮器
雍正至乾隆年間的釋奠禮文物，文獻未見記載。其後，嘉慶年間所置禮器種類與數量，根據楊桂森〈制聖廟禮樂記〉，可知嘉慶十四年（1809年）所添置的禮器共三百四十三件，有籩、豆各百件，簠、簋各四十件、鉶、豋各十件、爵器二十七件、篚器十四件、篚器二件，但文中並未載其材質。道光時期彰化孔廟禮樂器種類與數量，在《彰化縣志》〈學校志〉已有非常詳盡的記載，釋奠禮禮器，有簠、簋、鉶、登、籩、豆、犧尊、象尊、爵，共九類，並記載除籩、豆為竹木類，爵為錫質，其它皆以銅器為主。

### 祀田
過去廟方在烏日擁有大量田地，但因公共設施或道路闢建等因素，被台中縣政府大量特意使用，剩下持分並不多。和美大霞田的六筆農田、及烏日田地的租金收入在2005年只有新台幣50981元。縣府表示，是因都最優惠的價格收租金。文化局文化資產保存課長陳允勇表示，2005年將改建大成幼稚園的一棟教室，以原貌重修後，租給民間開餐廳，如今每月收月租32000元，可說已在對孔廟財產進行積極管理。

## 釋奠
《彰化縣志》紀錄此廟在春秋二季的上丁之日實施釋奠禮。
秋祭釋奠9月28日時，先在崇聖祠祭祀，在大成殿行釋奠禮，分為啟扉、痤毛血、上香、迎神，繼行初獻、亞獻、終獻之禮，終行徹饌、送神之禮。民眾施金池自1975年，每年都參與指導協助祭孔，自2019年時參加時已九旬。
釋奠禮的音樂為北管，而非政府規定雅樂。樂奏昭平、宣平、秩平、敘平、懿平、德平之章，佾舉初成、亞成、三成之舞。教導老師楊承家表示，廟的六佾舞分三段：初獻禮時的三十二式動作代表「予懷明德、玉振金聲、生民未有、展也大成、俎豆千古、春秋上丁、清酒既載、其香始升」；行亞獻時再舞三十二式，意義是「式禮莫愆、升堂再獻、響協鼖鏞、誠孚罍甗、肅肅雍雍、譽髦斯彥、禮陶樂叔、相觀而善」、終獻禮三十二式意涵「自古在昔、先民有作、皮弁祭菜、於論思樂、惟天牖民、惟聖時若、彝倫攸敘、至今木鐸」，共有九十六式，每一式均不相同。樂生及歌生由彰化高商學生擔任，傳承多年。後來，佾生從國小生改由彰化藝術高中舞蹈班學生演出。
祭孔有豬、羊、牛的屠體，早年必須經過檢驗合格，蓋上合格戳章、彰化稅捐處的屠宰稅戳章。儀式進入尾聲時，戟門、櫺星門再度闔扉，正、分獻官和陪祭官、佾生樂生相繼撤班，大成殿響起〈禮運大同歌〉，結束年度大典。祭完後，就會現場分切牲肉給參與祭典相關人員。這時，民眾會爭先來拔牛毛以祈求智慧。縣長周清玉任內下令改以麵製品代替三牲太牢，因此民眾改為摸牛、羊的頭。

## 外部連結
- 彰化孔子廟——文化部文化資產局 （页面存档备份，存于）